# Platanthera edgeworthii
Platanthera edgeworthii är en orkidéart som först beskrevs av Joseph Dalton Hooker och Collett, och fick sitt nu gällande namn av R.K.Gupta. Platanthera edgeworthii ingår i släktet nattvioler, och familjen orkidéer. Inga underarter finns listade i Catalogue of Life.